# Puntíky (vzor)

Puntíky

Puntíky (anglicky Polka dot) jsou vzorem skládajícím se z pole plných kruhů. Dříve se často tiskly kruhy obvykle stejně velké a od sebe poměrně málo vzdálené ve vztahu k jejich průměru. Mnoho moderních tisků obsahuje nahodilejší rozmístění puntíků. Puntíky jsou nejčastěji užívané na dětském oblečení, hračkách a nábytku, ale objevují se v široké škále užití. Pro formálnější oděvy bývá používána nejčastěji černobílá varianta.
Puntíky se staly oblíbeným vzorem pro oděvy na konci devatenáctého století ve Velké Británii.

## Polka dot
Anglický název polka dot (dot znamená tečka, puntík) by nabízel vysvětlení v souvislosti s kroky tance polka, avšak mnohem pravděpodobnější je vztah názvu s popularitou tance v době, kdy se vzor stával oblíbeným a název polka byl tedy používán pro mnoho současných produktů, jakož i pro tento vzor.

## Užití
Tradičně jsou puntíky používány jako vzor pro oblečení tanečnic flamenca. Někteří lidé spojují puntíky s venezuelskou módní návrhářkou Carolinou Herrera, která používala puntíkovaný vzor na většině ze svých šatů během pozdních 80. a raných 90. let, stejně jako na krabicích parfému Carolina Herrera, Herrera For Men, Aquaflore a Flore.